# Глухар у кіно
«Глухар у кіно» (рос. Глухарь в кино) — художній фільм російського виробництва, знятий Володимиром Виноградовим за сценарієм Іллі Куликова у 2010 році. Прем'єра фільму відбулася 21 квітня 2010 року у кінотеатрі «Пушкінський» (попередньо прем'єру було заплановано на 8 квітня під назвою «Глухар. 24 години» (рос. Глухарь. 24 часа)). До загального прокату кінострічка потрапила 6 травня 2010 року.
У повнометражному фільмі збережено усі сюжетні лінії та головних героїв серіалу «Глухар», проте кінострічка значно відрізняється від серіалу за своїм жанром, містить трюки та спецефекти. Зіставляючи деякі факти, можна дійти висновку, що дія фільму відбується між другим та третім сезонами серіалу.

## Сюжет
У одному з московських відділків міліції працюють два друга: слідчий Сергій Глухарьов та оперативник Денис Антошин. Спокійне життя їм лише сниться. Ось і цього разу, відпочиваючи з друзями в ресторані вони мимоволі стають учасниками неприємних подій. Випадкова суперечка з одним з відвідувачів ресторану, якого пізніше знаходять мертвим, автоматично робить Глухарьова та Антошина головними підозрюваними. Їх оголошено в розшук, як особливо небезпечних злочинців. Ще одна проблема полягає у тому, що загиблий був сином впливового багатія Петра Зінкевича, тож тепер знайти друзів мають за ціль не лише їхні колишні колеги, а й професійний найманець, що працює на родину загиблого. Ховатися від правосуддя безкінечно немає сенсу, особливо, коли ти ні в чому не винен, тож друзі вирішують знайти справжнього вбивцю самостійно. Під час цих пошуків їм доведеться порушити не одну статтю кримінального кодексу, розбити декілька чужих автомобілів та навіть вдавати з себе заможну гей-пару.

## В головних ролях
- Максим Аверін — Сергій Глухарьов
- Денис Рожков — Денис Антошин
- Олексій Серебряков — Андрій Смирнов, найманий кілер
- В'ячеслав Манучаров — Олег Зінкевич, мажор
- Вікторія Тарасова — Ірина Зиміна
- Володимир Фекленко — Микола Тарасов
- Марія Болтнєва — Настя
- Юрій Чурсін — «Щука»
- Равшана Куркова — Віра
- Владислав Котлярський — Станіслав Карпов
- Борис Хімічев — Петро Зінкевич, олігарх
- Павло Басов — Ігор Зінкевич, мажор
- Олександр Бобров — Андрій Агапов
- Борис Покровський — Олексій Черенков
- Юрій Макєєв — Дмитро Лазарєв
- Максим Мальцев — Цвєтков

## Знімальна група
- Автор сценарію: Ілля Куликов
- Режисер: Володимир Виноградов
- Продюсери: Юхим Любинський, Михайло Россолько
- Оператор-постановник: Сергій Юдаєв
- Художники-постановники: Ірина Алєксєєва
- Композитор: Олексій Шелигін

## Технічні дані
- Виробництво: кінокомпанія «DIXI-TV»
- Художній фільм, кольоровий
- Звук: Dolby Digital.
- Обмеження за віком: не рекомендується особам до 16 років
- Дистриб'ютор: «Каропрокат»
- Прем'єрний показ у кінотеатрі: 21 квітня 2010 року
- Бюджет: $2 500 000
- Касові збори в Росії: $1 495 829
- Глядачі: 252 993 чоловіка

## Цікаві факти
- В процесі підготовки до зйомок фільму режисер Володимир Виноградов переглянув 48 серій серіалу «Глухар» підряд. Це зайняло в нього три доби майже без перерви на сон[2].
- У Нагатинській заплаві спеціально для зйомок було збудовано макет автозаправної станції, який мав вибухнути[3]. Сам же вибух знімали одночасно сімома камерами, адже все треба було зробити за один дубль[2].
- Працюючи над сценою у нічному клубі, знімальна група прослухала одну й ту саму пісню 136 разів протягом одного дня[2].
- Під час зйомок переслідування до кіношної машини ДПС приєдналися справжні співробітники патрульної служби, аби допомогти затримати порушника[2].
- Під час влаштування головними героями імітації пожежі за допомогою димових шашок, хтось з працівників офісного центру, де відбувалися зйомки, викликав пожежних. Ті спрацювали оперативно і навіть потрапили у кадр[2].
- Під час зйомки сцени, де Антошин б'є патрульного по голові ковбасою, було зламано 11 палок напівкопченої ковбаси[2].